# Дорофтей, Леонард
Леонард Дорин Дорофтей (рум. Leonard Dorin Doroftei, 10 апреля 1970, Плоешти) — румынский боксёр лёгкой и полусредней весовых категорий, выступал за сборную Румынии в 1990-е годы. Дважды бронзовый призёр летних Олимпийских игр, чемпион мира, чемпион Европы, многократный победитель и призёр национального первенства. В период 1998—2004 успешно боксировал на профессиональном уровне, обладал поясом чемпиона мира по версии WBA. Ныне занимает должность президента Федерации бокса Румынии.

## Биография
Леонард Дорофтей родился 10 апреля 1970 года в городе Плоешти. Активно заниматься боксом начал в возрасте четырнадцати лет в местном боксёрском клубе, в 1983 году впервые одержал победу на юниорском первенстве Румынии, а в 1992-м впервые стал чемпионом взрослого первенства страны и попал в главную национальную сборную. Благодаря череде удачных выступлений удостоился права защищать честь страны на летних Олимпийских играх в Барселоне, в полусреднем весе сумел дойти до стадии полуфиналов, решением судей проиграл канадцу Марку Ледюку, получив медаль бронзового достоинства. В 1993 году съездил на чемпионат Европы в Бурсу, тоже дошёл до полуфинала и получил бронзу.
Начиная с 1995 года Дорофтей решил выступать в лёгком весе, и это решение оказалось удачным, поскольку на чемпионате мира в Берлине ни один из соперников не смог его победить. Оставаясь лидером сборной, в 1996 году спортсмен отправился на Олимпиаду в Атланту, однако вновь не смог преодолеть стадию полуфиналов, на сей раз проиграв опытному алжирцу Хосину Солтани, который в итоге и стал чемпионом. В том же сезоне на чемпионате Европы в датском городе Вайле румынский боксёр завоевал золото, одержав победу над всеми своими оппонентами. В период 1992—1997 Дорофтей неизменно удерживал титул чемпиона Румынии, становился чемпионом страны пять раз подряд. Всего в любительском боксе выиграл 239 боёв и только 15 окончил поражением.
В 1998 году, покинув сборную, Леонард Дорофтей решил попробовать себя на профессиональном уровне и переехал на постоянное жительство в Канаду, где приступил к тренировкам в одном из боксёрских залов Монреаля. В течение трёх лет провёл двадцать победных боёв и в противостоянии с аргентинцем Раулем Орасио Балби завоевал в лёгком весе пояс чемпиона мира по версии WBA, а затем в матче-реванше защитил этот титул. В 2003 году вышел на ринг против американца Пола Спадафоры, обладателя титулов чемпиона мира по версиям IBF и IBC, тем не менее, бой получился равным и судьи констатировали ничью. Позже Дорофтей должен был в очередной раз защищать титул WBA, но не прошёл весовой контроль перед боем и лишился чемпионского звания. Это недоразумение настолько огорчило его, что он всерьёз задумался о завершении карьеры. Спустя восемь месяцев румын всё-таки вернулся на ринг, одержав уверенную победу нокаутом над крепким американцем. В июле 2004 года состоялся бой за звание чемпиона мира по версии WBC между Леонардом Дорофтеем и канадцем Артуро Гатти, и уже во втором раунде, пропустив левый боковой в печень, румынский боксёр оказался на настиле ринга — рефери остановил матч по причине нокаута.
После поражения от Гатти Дорофтей окончательно покинул ринг, всего в его активе 24 боя, из них выиграны 22 (8 нокаутом). Бывший чемпион вернулся в родной Плоешти, где занялся тренерской деятельностью и открыл небольшой паб, увешанный фотографиями своих памятных поединков. В ноябре 2012 года занял пост президента Федерации бокса Румынии, коим остаётся по сей день. Женат, есть трое детей.